# New Madison
New Madison és una població dels Estats Units a l'estat d'Ohio. Segons el cens del 2000 tenia 817 habitants.

## Demografia
Segons el cens del 2000, New Madison tenia 817 habitants, 344 habitatges, i 239 famílies. La densitat de població era de 852,6 habitants/km².
Dels 344 habitatges en un 29,9% hi vivien nens de menys de 18 anys, en un 56,7% hi vivien parelles casades, en un 7,8% dones solteres, i en un 30,5% no eren unitats familiars. En el 25,6% dels habitatges hi vivien persones soles l'11,9% de les quals corresponia a persones de 65 anys o més que vivien soles. El nombre mitjà de persones vivint en cada habitatge era de 2,38 i el nombre mitjà de persones que vivien en cada família era de 2,81.
Per edats la població es repartia de la següent manera: un 24% tenia menys de 18 anys, un 8,2% entre 18 i 24, un 28% entre 25 i 44, un 23,3% de 45 a 60 i un 16,5% 65 anys o més.
L'edat mediana era de 38 anys. Per cada 100 dones de 18 o més anys hi havia 92,9 homes.
La renda mediana per habitatge era de 33.625 $ i la renda mediana per família de 44.531 $. Els homes tenien una renda mediana de 34.545 $ mentre que les dones 25.272 $. La renda per capita de la població era de 17.233 $. Aproximadament el 6,4% de les famílies i el 7,7% de la població estaven per davall del llindar de pobresa.

## Poblacions més properes
El següent diagrama mostra les poblacions més properes.